# Vittorio Porta
Vittorio Porta (fl. XX secolo) è stato un calciatore italiano di ruolo difensore.

## Carriera
Ha disputato le prime otto stagioni calcistiche della Pro Patria, con i tigrotti ha esordito il 5 ottobre 1919 nello spareggio di qualificazione alla Prima Categoria contro l'Enotria Milano, il 1º febbraio 1920 ha realizzato la sua unica rete nella partita Pro Patria-Stelvio Milano (4-1), ha chiuso con i biancoblù nella stagione 1926-27 in Prima Divisione Nord, contribuendo alla storica promozione della Pro Patria in Divisione Nazionale.

### Club

#### Competizioni nazionali
- Prima Divisione: 1

Pro Patria: 1926-1927